# Национално знаме на Хаити
Националното знаме на Хаити се състои от две еднакви хоризонтални цветни полета: синьо (в горната част) и червено (в долната). В средата на знамето, на бял фон е поставен герба на Хаити. Отношението ширина към дължина е 3:5. В настоящата си форма знамето е прието на 25 февруари 1986 г.
За първи път червено-синьото знамето на Хаити се използва в началото на 19 век, по време на въстанието за независимост от Франция. Бунтовниците премахнали белия цвят от френското знаме и го използвали като свой флаг.
По времето на диктатурата на Франсоа Дювалие (25 май 1964 г. – 25 февруари 1986 г.) страната има различен флаг, с черна и червена вертикални ивици.

## Знаме през годините
- (1804 – 1806)
- (1806 – 1811)
- (1811 – 1820)
- (1849 – 1859)
- (1964 – 1986)